# 北島北公園総合体育館
北島北公園総合体育館 （きたじまきたこうえんそうごうたいいくかん）は、徳島県板野郡北島町にある体育館である。

## 概要
生涯スポーツや地域文化の拠点として活動の場を広く住民に提供することを目的としたドーム型のスポーツ・レクリエーション施設で、愛称は「サンフラワードーム」である。2001年12月21日に落成式を行った。
株式会社ワイ・ジー・ケイが2021年9月1日～2026年8月31日の5年間「YGKドーム」の命名権を取得した。

### 施設要目
バレーボール・バスケットボール・バドミントン・卓球など様々な競技での利用が可能である。
要目
- アリーナ面積：1,540m2
- 収容人員：2階観覧席（706人）、アリーナ移動観覧席（700人）
- コート配置：バレーボール（3面）、バスケットボール（2面）、バドミントン（8面）
- 駐車場 - 180台、身体障害者用6台。

## 主なイベント開催実績

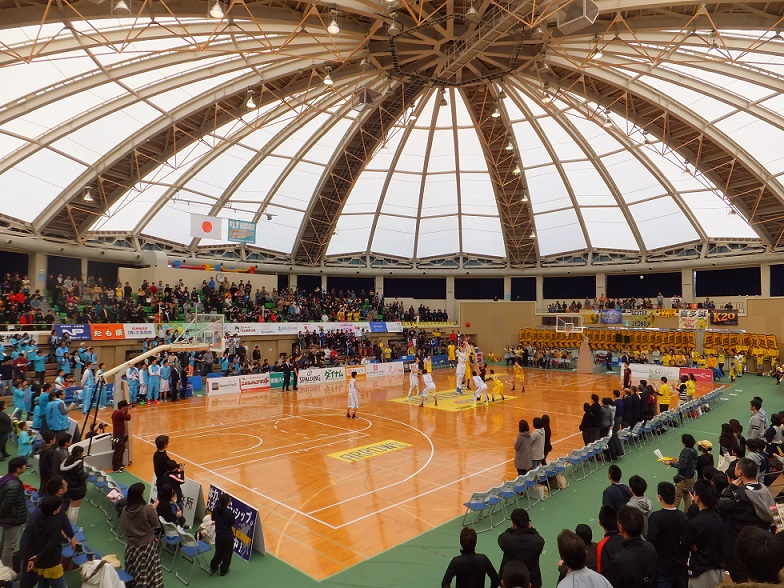
アリーナ

- 2002年11月9日 - 落成記念としてNHKスポーツ教室（卓球）が 四元奈生美プロを講師として開催された。
- 2002年11月17日 - JBLスーパーリーグ2002-2003「アイシン 対 東芝」、第4回W1リーグ北島大会「東京海上 対 広島銀行」
- 2003年2月1日 - 第5回 V1リーグ男子北島大会　「大同特殊鋼 対 豊田工機」および「TOYOTIRE 対 トヨタ自動車」
- 2008年3月25日から3月30日 - 第31回 全国高等学校ハンドボール選抜大会
- bjリーグ公式戦
  - 2014年4月5日、6日 - 高松ファイブアローズ-京都ハンナリーズ
  - 2016年3月11日、12日 - 高松ファイブアローズ-広島ライトニング
- Bリーグ公式戦
  - 2018年3月17日、18日 - 香川ファイブアローズ-愛媛オレンジバイキングス

## 基礎データ
- 利用期間 : 9時から21時30分
- 休館日 : 月曜日、年末年始（12月29日 - 1月3日）
- 利用料金 : 有料（町民以外の利用は使用料を割増）

## 交通
- 徳島バス立道線 北村団地前バス停下車、徒歩10分。
- 四国旅客鉄道（JR四国）高徳線勝瑞駅から自動車で10分。